# Боров-Дол
Боров-Дол (болг. Боров дол) — село в Болгарии. Находится в Сливенской области, входит в общину Твырдица. Население составляет 601 человек.

## Политическая ситуация
В местном кметстве Боров-Дол, в состав которого входит Боров-Дол, должность кмета (старосты) исполняет Василка Георгиева Ганчева (коалиция в составе 3 партий: Политическое движение социал-демократов (ПДСД), Объединённый блок труда (ОБТ), Политическая коалиция «Нова левица» БСП) по результатам выборов.
Кмет (мэр) общины Твырдица — Катя Колева Дойчева (коалиция партий: «Болгарская социалистическая партия», «Движение за права и свободы», «Объединённый блок труда», «Политическое движение „Евророма“», «Политическое движение социал-демократов») по результатам выборов.